# Слеш (музикант)
Слеш (англ. Slash, справжнє ім'я — Сол Гадсон, англ. Saul Hudson; 23 липня 1965, Сток-он-Трент, Стаффордшир, Англія) — англо-американський гітарист, грав у групах Tidus Sloan (1981—1983), Guns N' Roses (1985—1996, 2016-дотепер), Velvet Revolver (з 2002), Slash's Snakepit (1994—1996, 1998—2001), Slash's Blues Ball (1996—1998).

## Біографія
Сол Хадсон, відоміший як Слеш, народився в 1965 році в Сток-он-Тренті, в сім'ї білого англійця і чорної американки, що працювали в шоу-бізнесі. Мати була дизайнером сценічних костюмів Девіда Боуі, а батько створював обкладинки платівок таких музикантів, як Ніл Янг і Джоні Мітчелл. Одинадцятирічним переїхав з матір'ю в США, батько залишився в Англії. У середині 1970-го року відвідував «Середню Школу Беверлі Хіллз». Його виховувала бабуся, оскільки батьки розлучилися, а матері було не до Сола.
У 15 років бабуся подарувала йому першу акустичну гітару, на якій була всього одна струна. Незабаром, разом із Стівеном Адлером заснував першу групу «The Road Crew». Потім Слеш познайомився з Екслом Роузом. Слеш (соло гітара), Дафф МакКаган (бас), Іззі Стредлін (ритм гітара), Ексл Роуз (вокал) і Стівен Адлер (ударні) створюють «Guns n' Roses». Слеш стає одним з лідерів групи. У 1987 році альбом «Appetite for Destruction» у багатьох хіт-парадах займає перші місця. Грандіозний успіх мали і два інші альбоми 1991-го року — «Use Your Illusion» I і II. Але в 1996 у Слеша і Ексл Роуза відбувається фінальний розрив, і він залишає «Guns N'Roses». У 1994 році Слеш створює групу «Slash' s Snakepit». У 1995 році група випускає альбом «It' s Five O'Clock Somewhere». Після перерви, під час якої Слеш засновував блюз-кавер-групу «Slash' s Blues Ball» (1996—1998), в 2000 році «Slash' s Snakepit» випускають «Ain' t Life Grand». Від старого складу в «Снейкпіті» залишається тільки Слеш.
У 2002 році Slash з двома колишніми колегами по «Guns N' Roses» — Даффом МакКаганом і Мэттом Сорумом засновують групу Velvet Revolver. Вокалістом став Скотт Вейленд з «Stone Temple Pilots». Група випускає досить успішні альбоми і проводить концертні турне.
Слеш також неодноразово виступав разом з Елісом Купером, Оззі Осборном, Майклом Джексоном, Заком Вайлдом.
У 2010 році Slash випускає сольний альбом. У записі брали участь: Оззі Осборн, Леммі, Дейв Ґрол, Кід Рок, М. Шедоус, Іггі Поп, Еліс Купер і багато інших.
Після довготривалосго розриву с Екслом Роузом у 2016 році повертається до гурту Guns N' Roses.
Довгий час у нього був наступний сценічний образ: капелюх «циліндр», довге чорне кучеряве волосся і окуляри, сигарета в зубах, вузькі шкіряні штани, а також блакитна бандана в задній правій кишені штанів. Грає переважно на гітарах Gibson моделі Les Paul, будучи великим колекціонером цих гітар — найстаріша з яких 1959 року випуску. У арсеналі близько 10 іменних зроблених фірмою Gibson виключно під нього.
На думку журналу Classic Rock Слеш є одним з найкращих гітаристів усіх часів.
У 2012 році Слеш отримав почесну премію «Ікона Kerrang!», від однойменного британського видання.

## Дискографія
Guns N' Roses
- Appetite for Destruction (1987)
- G N' R Lies (1988)
- Use Your Illusion I (1991)
- Use Your Illusion II (1991)
- The Spaghetti Incident? (1993)

Slash's Snakepit
- It's Five O'Clock Somewhere (1995)
- Ain't Life Grand (2000)

Velvet Revolver
- Contraband (2004)
- Libertad (2007)

Соло
- Slash (2010)
- Apocalyptic Love (2012)
- World on Fire (2014)